# InciWeb
InciWeb — це міжвідомча інтернет-система управління інформацією про всі випадки ризиків, надана Службою лісів Сполучених Штатів, створена в 2004 році. Спочатку сервіс був розроблений для надзвичайних ситуацій, пов'язаних із лісовими пожежами, але також може використовуватися для інших надзвичайних ситуацій (стихійних лих, таких як землетруси, повені, урагани та торнадо).

## Вступ

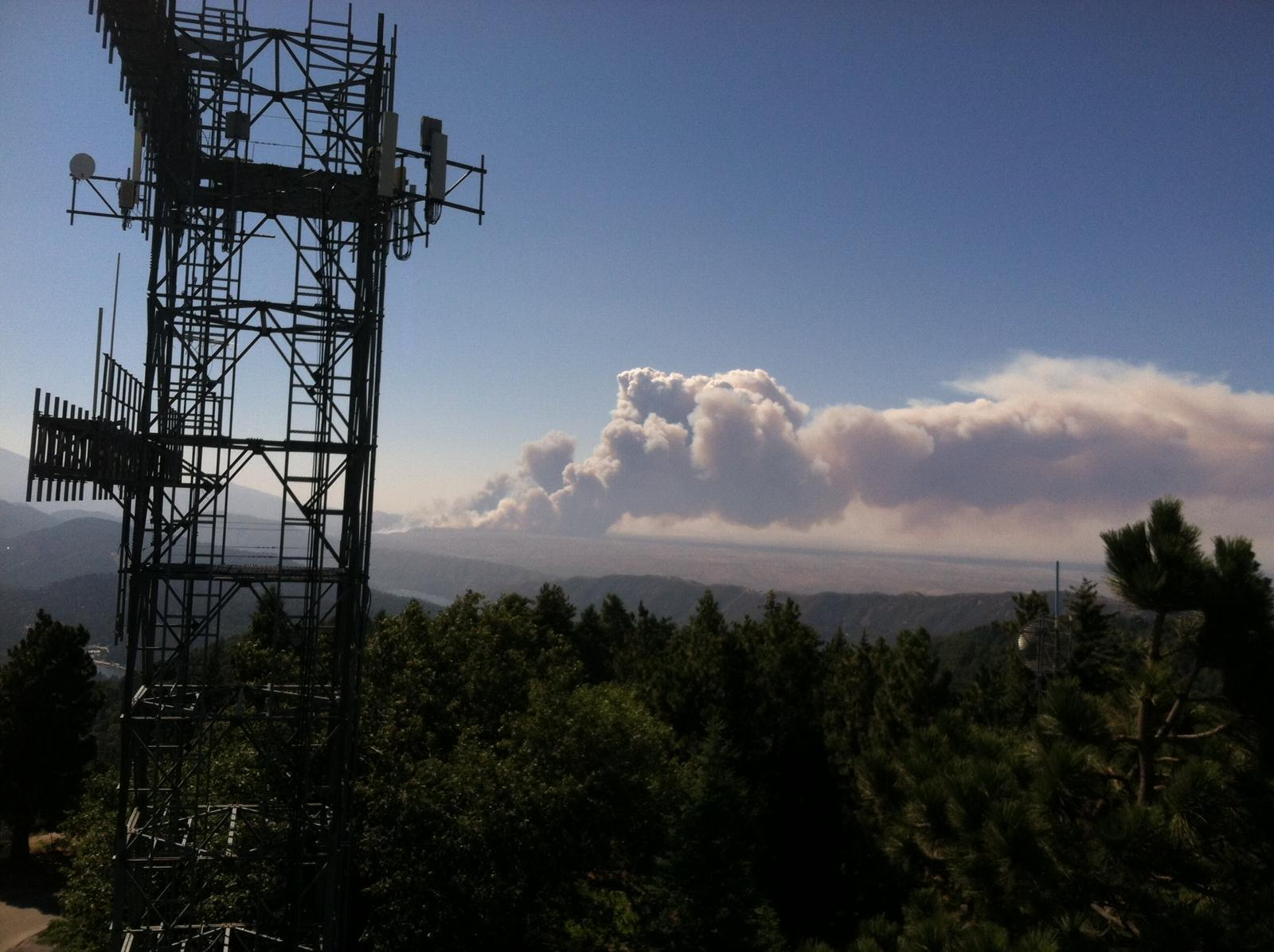
Фото Дюйм Веб Північної пожежі 2015 року в Каліфорнії

Він був розроблений для двох основних завдань:
- 1. Надати представниками громади єдине джерело інформації, пов'язаної з інцидентами
- 2. Впровадити стандартизований інструмент звітності для спільноти зі зв'язків із громадськістю

Офіційні оголошення включають сигнали про евакуацію, перекриття доріг, випуски новин, карти, фотографії, а також основну інформацію та поточну актуальну інформацію щодо інциденту.
Інформацію про інцидент можна отримати, скориставшись наступними посиланнями:
- Офіційний сайт з адресою https://inciweb.wildfire.gov/
- Twitter
- RSS веб-канал.

## Технічний опис засобу
Оригінальний застосунок було розміщено в Лісовій службі Сполучених Штатів — навчальному центрі та конференц-центр протидії лісовим пожежам на аеродромі Макклеллан, штат Каліфорнія, і складається з трьох серверів :
- Сервер бази даних;
- Адміністративний сервер;
- Балансувальник навантаження для загальнодоступного вмісту, який направляє трафік до пулу з восьми серверів.

Інтернет-трафік становить у середньому понад 2 мільйони звернень щодня протягом пожежонебезпечного сезону з можливістю обробки 3,5 мільйонів звернень.
Сервери було переміщено до Національного центру інформаційних технологій (NITC), Канзас-Сіті, штат Міссурі, 16 липня 2008 року разом із випуском версії 2.0; поточна версія програми — 2.2.

## Проблеми з доступністю
ДюймВеб мав технічні труднощі через велику кількість користувачів Інтернету, які намагалися отримати доступ до сайту під час пожежі у вересні-жовтні 2006 року та лісових пожеж у Каліфорнії влітку 2008 року .

## Агентства-учасники
- Лісова служба США;
- Бюро землеустрою;
- Бюро у справах індіанців;
- Служба рибного господарства та дикої природи;
- Служба національних парків;
- Національне управління океанічних і атмосферних досліджень;
- Управління внутрішніх справ авіаційної служби;
- Національна асоціація державних лісників;
- Пожежна адміністрація США.

Ці ж агентства також є в Національному міжвідомчому протипожежному центрі .